# Santa María del Castillo (Buitrago del Lozoya)

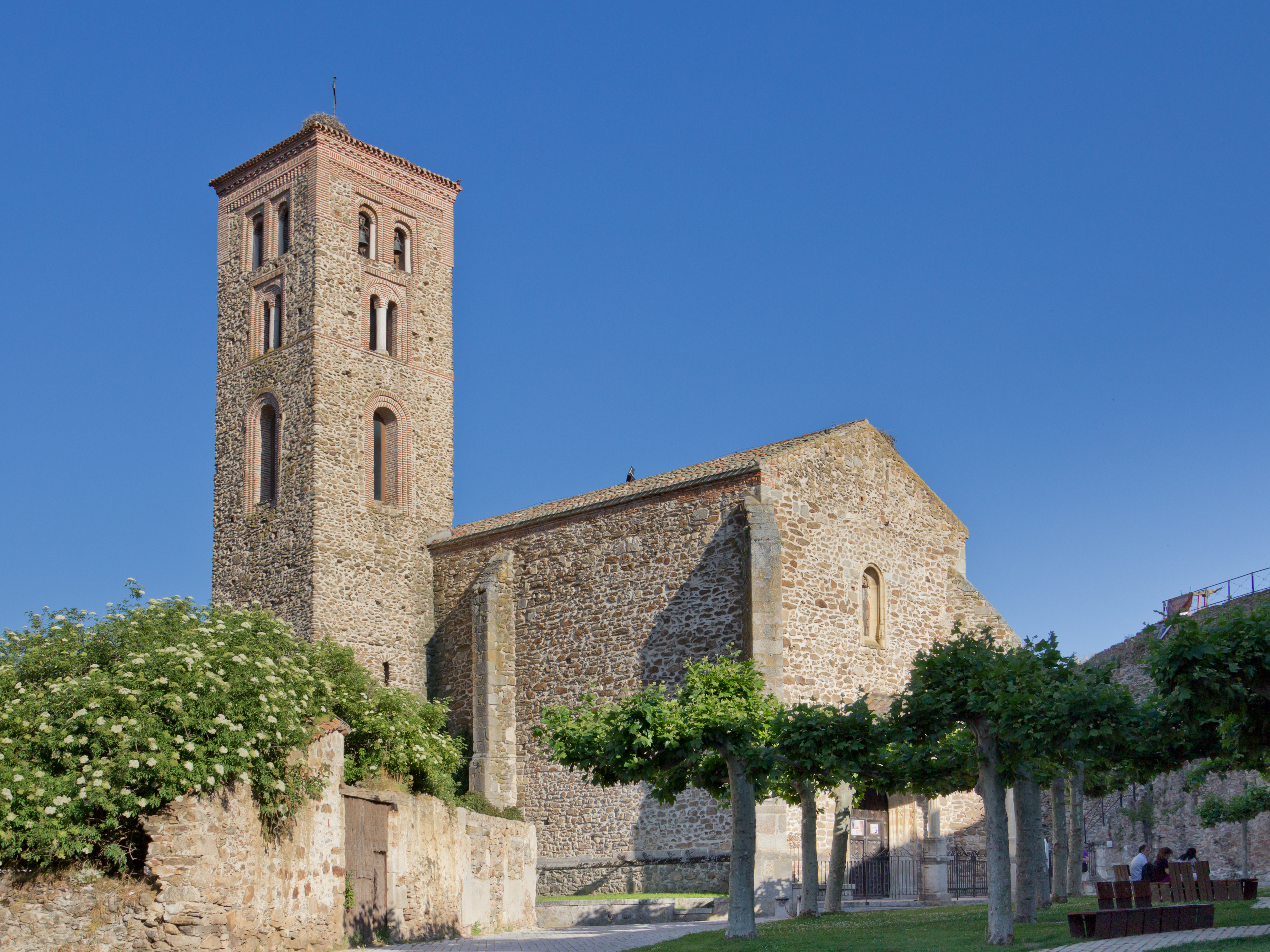
Buitrago del Lozoya – Iglesia de Santa María del Castillo

Die Kirche Santa María del Castillo befindet sich in der von einer mittelalterlichen Stadtmauer eingefassten Altstadt von Buitrago del Lozoya im Norden der Autonomen Gemeinschaft Madrid in Zentralspanien.

## Geschichte
Trotz seines auf den ersten Blick romanisch wirkenden Erscheinungsbildes entstammt der Kirchenbau dem frühen 14. Jahrhundert – das Jahr 1321 ist als Jahr der Fertigstellung überliefert. Im 15. Jahrhundert wurden größere Fenster eingebaut; möglicherweise gehören auch die Blendbögen auf der Südseite zu dieser Umbaumaßnahme – jedenfalls entstammen die beiden Kapellenanbauten auf der Südseite und das spätgotische Portal im Westen dieser Zeit. Nochmals 50 bis 100 Jahre später erhielt die Westseite einen kleinen Portikus, der auf zwei Säulen mit eindeutigem Renaissancecharakter ruht.
Während des Spanischen Bürgerkriegs wurde die Kirche geplündert und in Brand gesetzt; danach war sie für Jahrzehnte in arg ruinösem Zustand und für den Gottesdienst unbrauchbar. Erst in den 1980er Jahren begann man mit der Rekonstruktion, die auch neue Elemente miteinschloss.

## Architektur

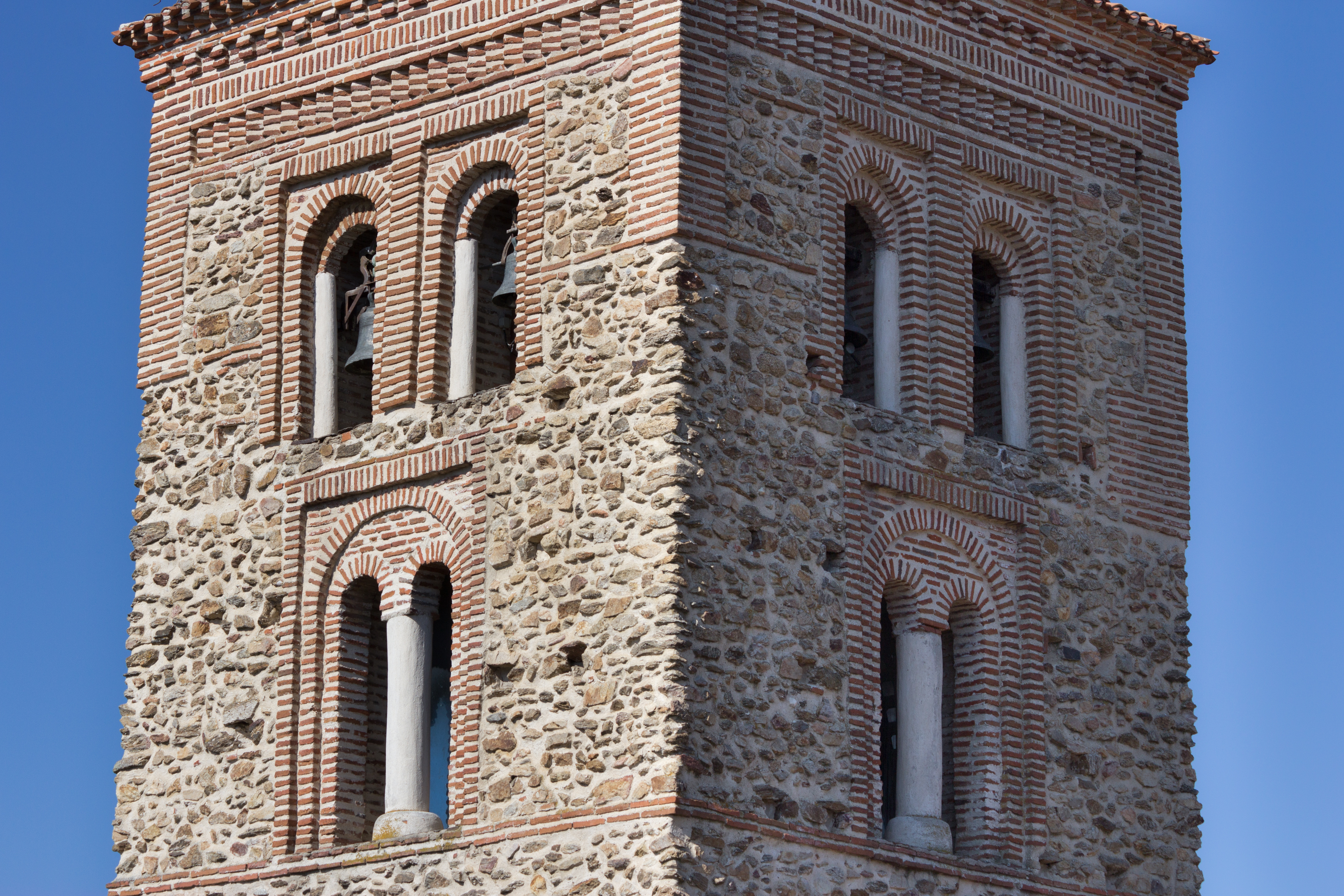
Turm – Ausschnitt

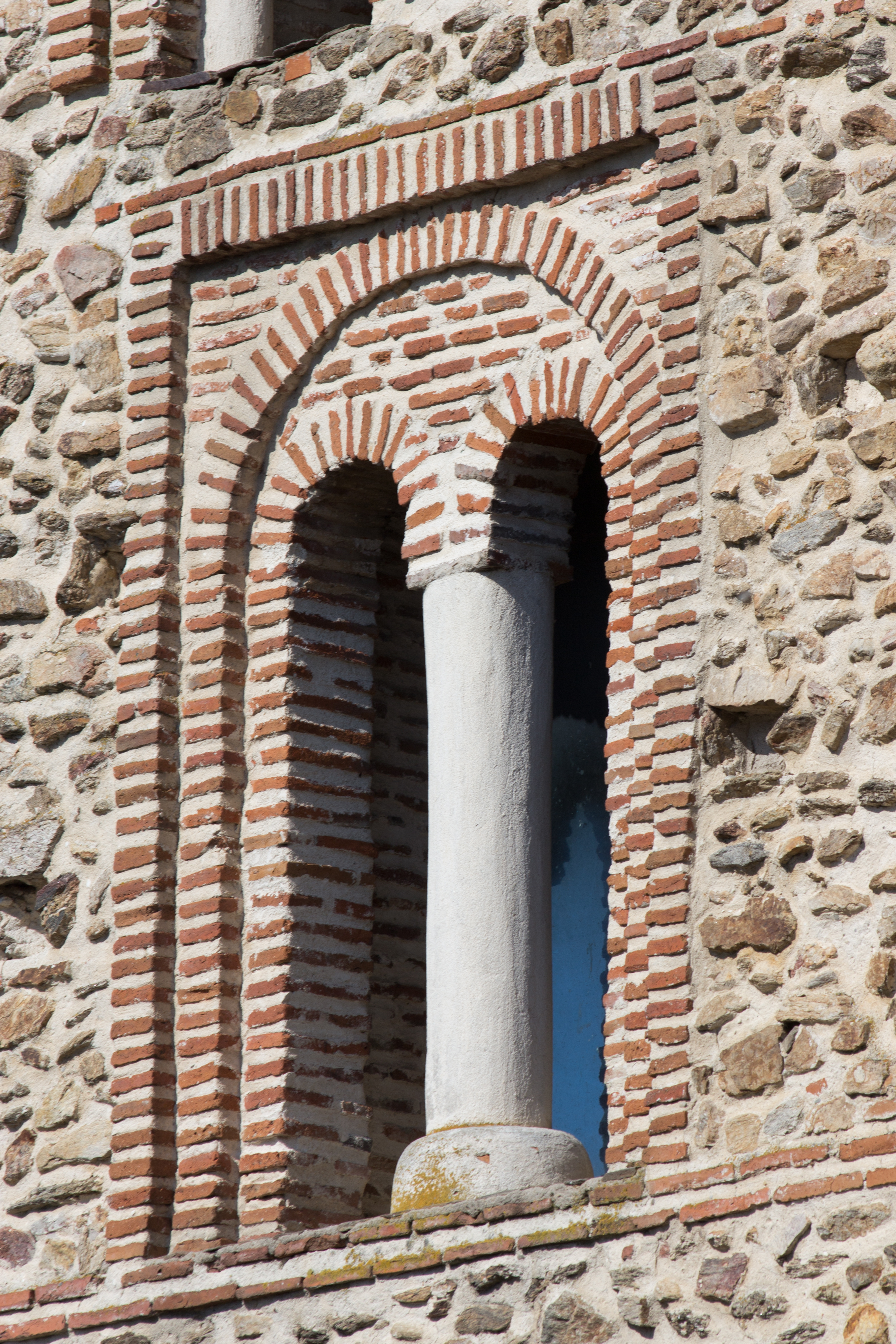
Zwillingsfenster (ajimez)

### Steinmaterial
Mit Ausnahme der aus exakt behauenem Steinmaterial (sillería) gemauerten Strebepfeiler und der polygonal gebrochenen Apsis ist der eigentliche Kirchenbau aus unbearbeiteten Bruchsteinen (mampostería) erbaut. Im Turm finden sich überdies dekorativ eingesetzte Ziegelsteine (ladrillos), die auf mudéjare Traditionen verweisen.

### Außenbau
Während die Nordseite des Kirchenschiffs mit Ausnahme der Strebepfeiler ungegliedert ist, finden sich auf der Südseite zwei große – im Scheitelpunkt leicht angespitzte – Blendbögen. Mit Ausnahme eines Maßwerkfensters auf der Westseite, zweier kleiner Fenster auf der Südseite und zweier kleiner Apsisfenster ist der Kirchenbau insgesamt fensterlos. Die meist offenstehende Tür trug zur Belichtung des Kirchenschiffs bei.

### Turm
Der auf quadratischem Grundriss erbaute Glockenturm der Kirche ist im unteren Bereich völlig ungegliedert und wird nur durch einen schießschartenartigen Fensterschlitz belichtet. Oberhalb des Traufgesimses des Langhauses der Kirche findet sich auf allen vier Seiten eine große, aus Ziegelsteinen gemauerte und zweifach zurückgestufte Fensteröffnung; über einem aus zwei Ziegelsteinlagen bestehenden, aber kaum vorkragenden Gesims öffnet sich jeweils ein – durch eine gemauerte und verputzte Mittelsäule – unterteiltes Zwillingsfenster (ajimez) mit rechteckig gemauerter Außenrahmung. Im Obergeschoss des Turmes finden sich jeweils zwei voneinander getrennte Fenster – ebenfalls mit rechteckigen Außenrahmen; die Ecken des Obergeschosses sind auf allen vier Seiten ab halber Höhe mit Ziegelsteinen verkleidet. Unter der Dachtraufe des Turmes finden sich ein umlaufender Zahnschnittfries und ein leicht nach außen vorkragender Konsolenfries. Der Turm vereinigt in seinem Aufbau und in seinen Dekorelementen sowohl Merkmale des Mudéjar-Stils als auch des Lombardischen Stils.

### Portal und Westfenster
Ursprünglich betrat man die Kirche wahrscheinlich nur über die kleine Pforte auf der Südseite. Das leicht gezackte spätgotische Westportal mit Wappenschilden in den seitlichen oberen Zwickeln und einem vorgestellten Renaissance-Portikus sind spätere Hinzufügungen. Das darüber befindliche Fenster zeigt spätgotisches Maßwerk und eine tiefenräumlich profilierte Rahmung ohne Kapitelle.

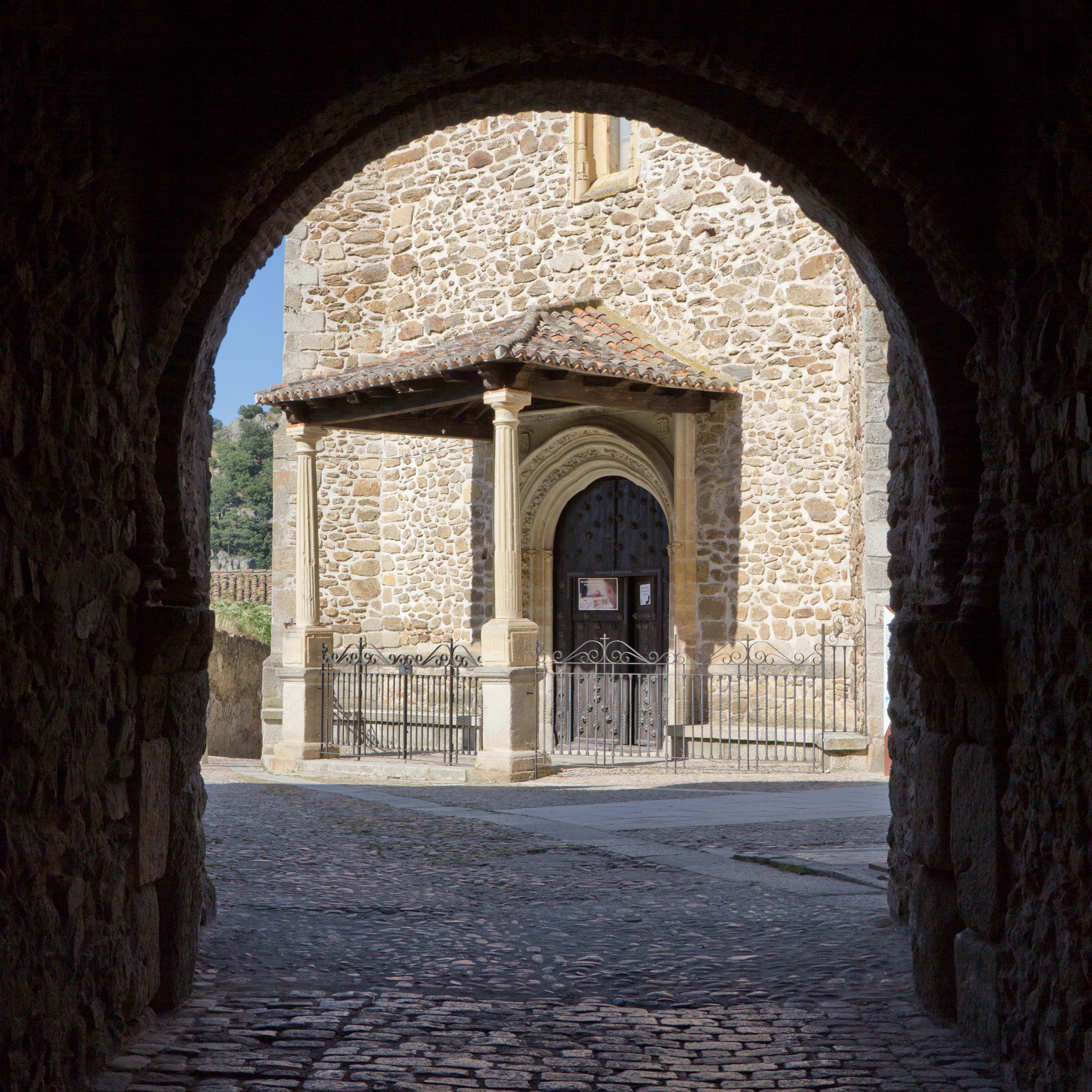
Portal und Portikus
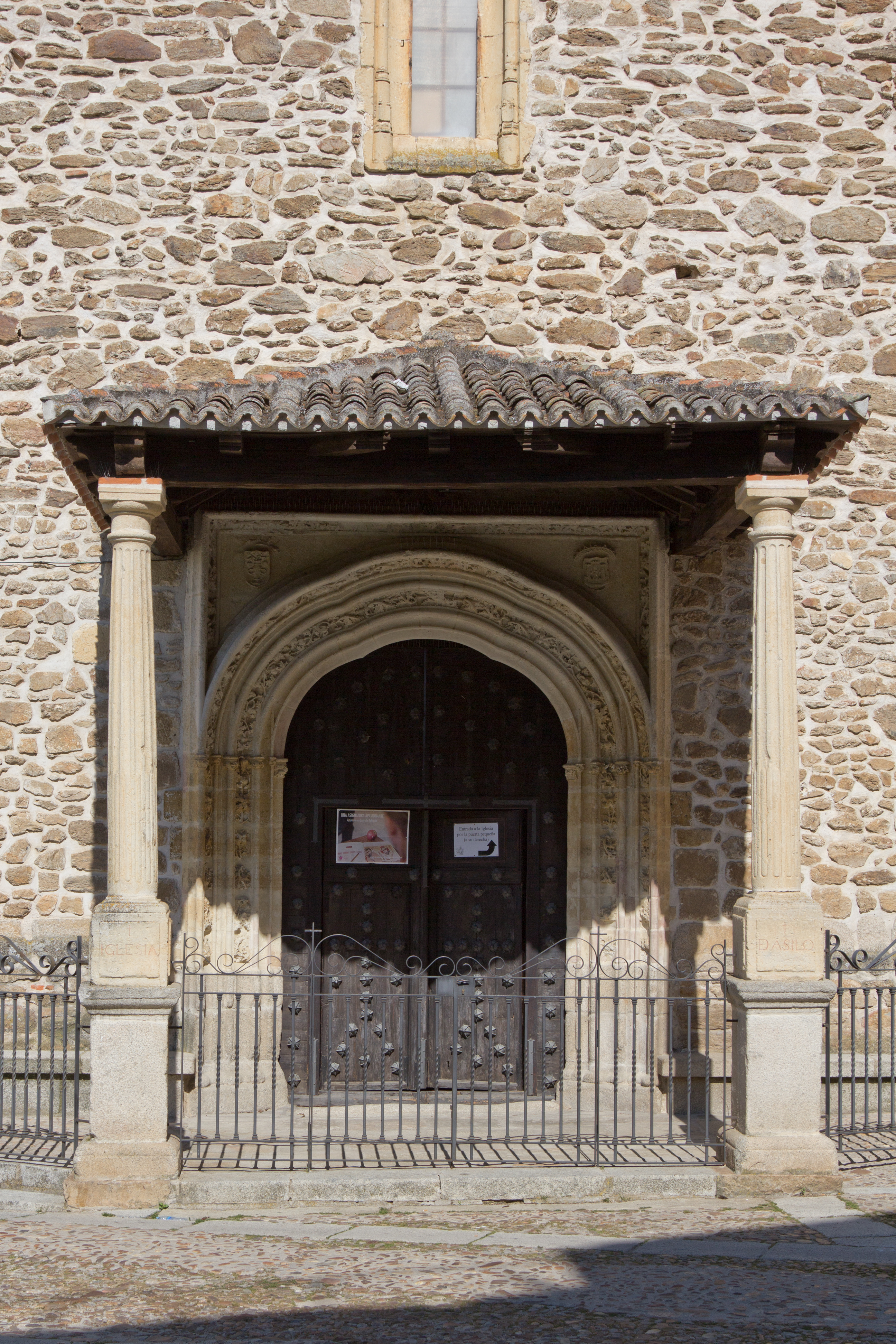
dto.
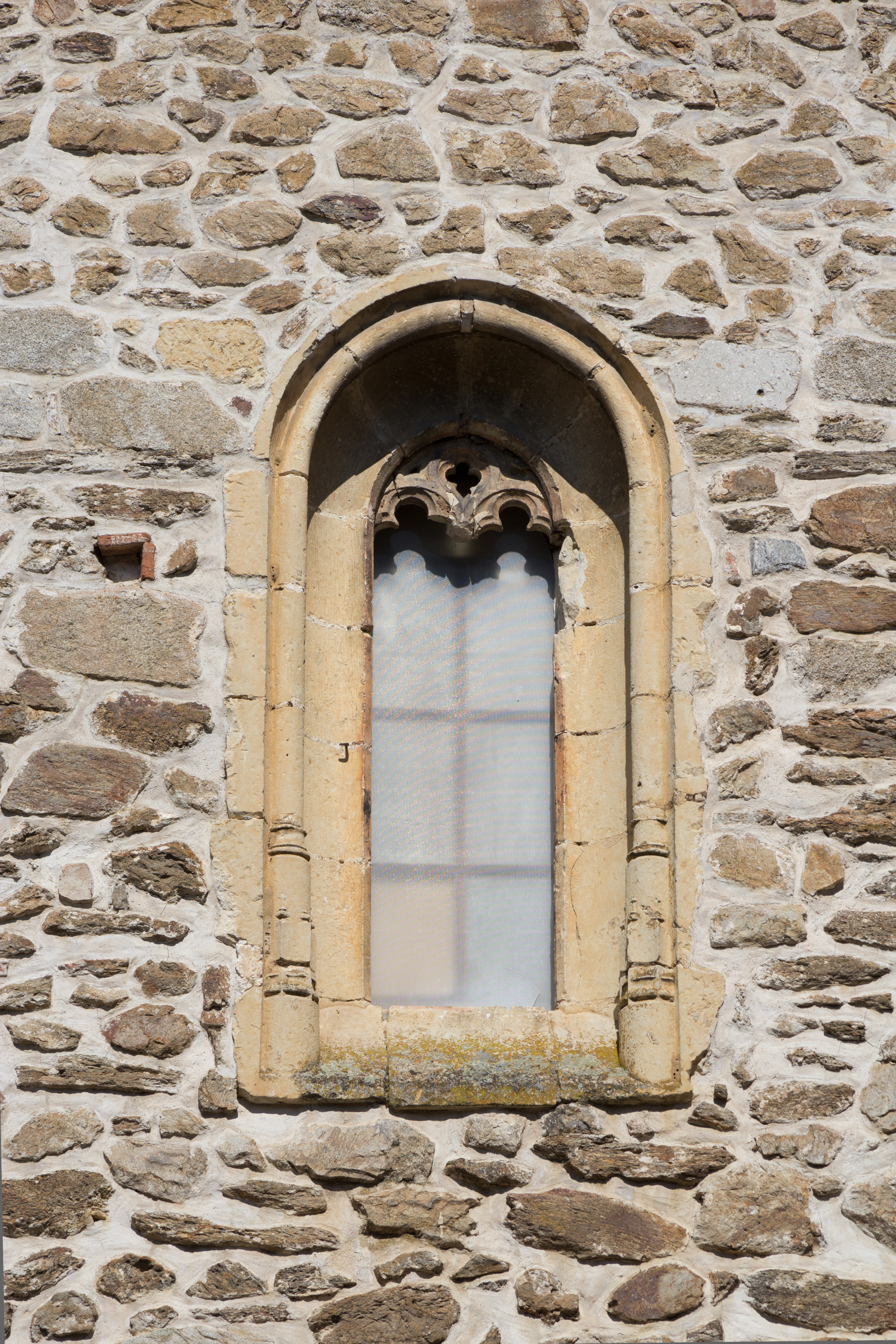
Maßwerkfenster

### Innenraum
Das etwa elf Meter breite, zwanzig Meter lange und zehn Meter hohe unverputzte Langhaus hatte ehedem ein gotisches Rippengewölbe. Die heutige, auf hölzernen Konsolen ruhende Deckenkonstruktion in Artesonado-Manier entstand erst im Rahmen der Restaurierung der Kirche in den 1980er Jahren. Der erhöht liegende Apsisbereich setzt sich durch drei nichttragende, aber dekorativ wirkende hölzerne Bögen sowie durch eine – aus dem Hospital de San Salvador stammende – pyramidenförmige Decke vom übrigen Kirchenraum ab.

### Kapelle
Die wahrscheinlich im 15. Jahrhundert auf der Südseite des Kirchenbaus hinzugefügte Capilla del Santísimo y del Perdón hat ebenfalls eine Holzdecke (alfarje), die aber in ganz anderer und einfacher herzustellender Manier gefertigt ist: Über dicken Querbalken liegen in Längsrichtung dünnere Asthölzer, die früher oft noch mit querliegenden Schilflagen abgedeckt wurden. Diese Art und Weise der Deckenkonstruktion findet sich manchmal noch heute in der Berberarchitektur im Süden Marokkos.